# Epispiral

Uma epispiral de equação r(θ)=2sec(2θ)

A epispiral é uma curva plana de equação polar
{\displaystyle \ r=a\sec {n\theta }}.
Há n “braços” se n é ímpar e 2n se n é par.
É a inversa polar ou circular da rosa polar.